# Шёнек (Фогтланд)
Шёнек (нем. Schöneck/Vogtl.) — город в Германии, в земле Саксония. Подчинён земельной дирекции Хемниц. Входит в состав района Фогтланд.  Население составляет 3435 человек (на 31 декабря 2010 года). Занимает площадь 54,92 км². Официальный код  —  14 1 78 610.